# John Wilder Miles
John Wilder Miles (Cincinnati, 1 de dezembro de 1920 — Santa Bárbara, Califórnia, 20 de outubro de 2008) foi um engenheiro estadunidense.